# 4397 Jalopez
4397 Jalopez (1981 JS1) là một tiểu hành tinh vành đai chính được phát hiện ngày 9 tháng 5 năm 1981 bởi Felix Aguilar Observatory ở El Leoncito.